# Liste der Adels- und Patriziergeschlechter namens Gerner
Gerner ist der Name von nicht stammverwandten Adels- und Patriziergeschlechtern im deutschen Sprachraum.
Durch Abfall des Schluss- t entstand die variable Abwandlung in den Familiennamen Gerner. Die Etymologie leitet den Namen über Gernot - Gernet zu Gernert und Gerner ab.

## Gerner, niederländischer Adel

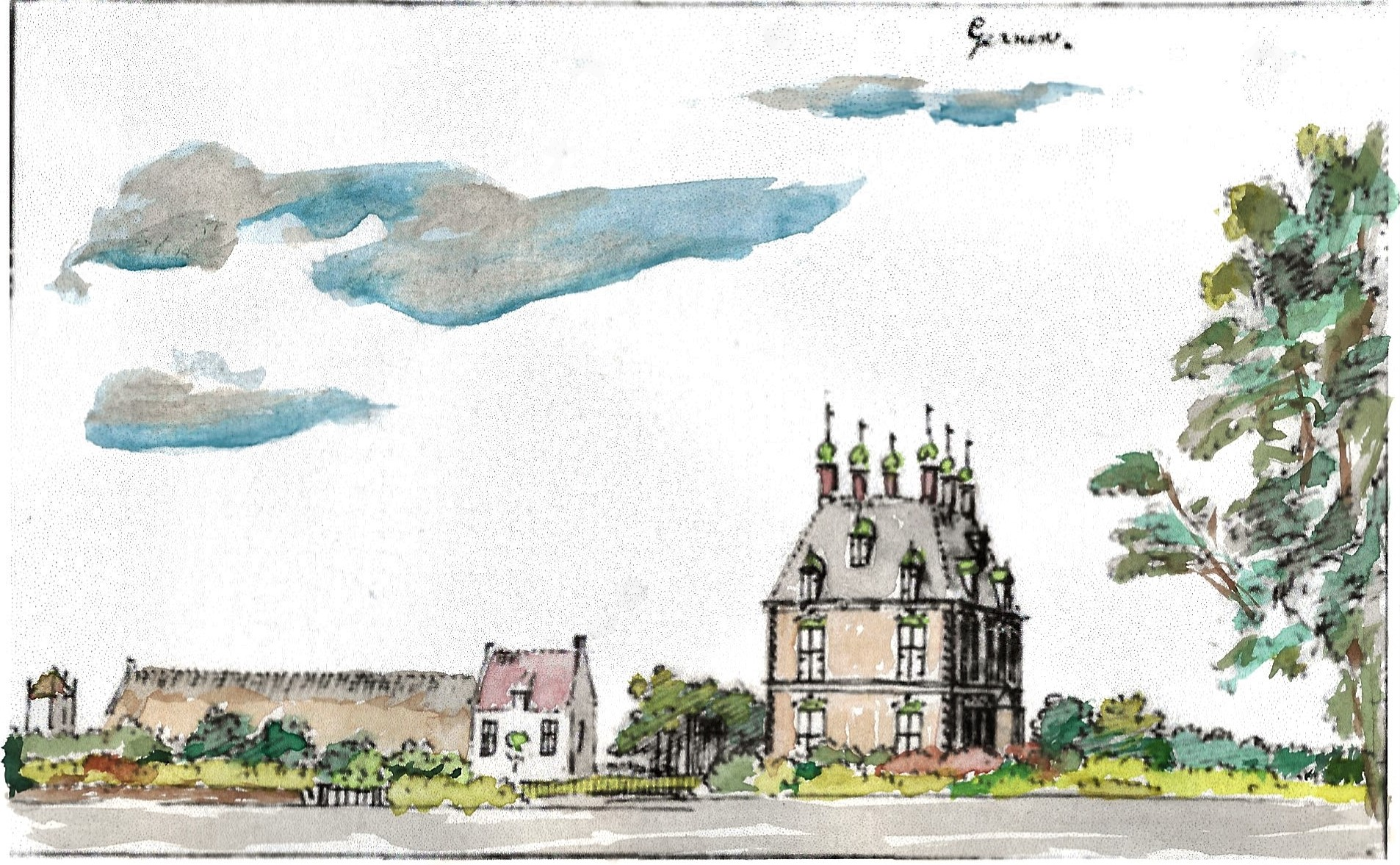
Gutshof Gerner von 1350–1818 von Cornelius Pronk skizziert

Im 14. Jahrhundert ist in kirchlichen Trauungen des Gerner Adels nachzuweisen, sie waren Ministranten. Gostuwe von Gerner, geboren um 1305 war Tochter des Albert von Gerner. Arnold von Almelo (von Gerner, von Eme) geboren um 1323. Das Wappen steht für die Familie, die aus dem Gerner-Hof bei Dalfsen in Oberissel kam. Gerner ist hier ein Herkunftsname. Das Gerner-Haus wurde 1350 erstmals erwähnt, es war ein Lehenskammergut der Provinz Overijssel bis 1798. In der Gegenwart gibt es den Adel von Gerner oder van Gerner noch in den Niederlanden. Eine umfangreiche Ahnenfolge findet man in Familiennamen van Gerner

## Gerner, rheinischer Adel
Roberthus Gerner, getreuer Gefolgsmann und Kriegsknecht, weyland Bürger, Scheffen und Ackerbauer wurde von Fürst von Oranien, Nassau, Dillenburg, Limburg und Statthalter der Niederlande 1549 geadelt. „Wappen: Auf blauem zweigeteiltem blauen Schild, ober ein Kornbund mit goldenen Ähren, im unteren Feld zwei Fische über einem welligen Bach, darüber am nachtdunklen Himmel ein goldener Abendstern. Kleinod: Als Helmkleinod zwei Büffelhörner in schwarzblauer und blauschwarzer Tinktur. In den selben Farben erscheinen auch die Helmdecken, Zwischen den Hörnern dieselben Figuren wie im Schild unten. Anno Domini am 08. Dezember des christlichen Jahres 1549“.

## Gerner, badischer Adel
1590 lebte eine Patrizierfamilie, aus Heidelsheim stammend, in Wimpfen. Die Gerner wurden am 18. Mai 1640 von Kaiser Ferdinand III. als Pfalzgrafen in den Adelsstand gehoben. Sie nannten sich Gerner von Lilienstein waren Herren des Wasserschlosses Schatthausen, besaßen das Dorf Wollenberg und zwei Höfe(Häuser) und Gärten in Speyer.

## Gerner, Bürger in Main-Franken
Zwischen 1320 und 1331 wandelt sich, in Urkunden nachweislich, in der Wertheimer Patrizierfamilie Gernot, gen. Irrmut der Familienname zum Patronym Gerner. Eine dann im Raum Klingenberg – Breuberg – Wertheim – Homburg am Main ansässige Bürgerfamilie Gerner(t) stellte in den Orten bis ins 18. Jahrhundert Stadtschreiber, Bürgermeister, Studenten, Pastoren und Mühlenbesitzer. Mitglieder der Schultheißfamilien von Kottwitz und Gerner versahen ab 1300 Ordensdienste auf der Henneburg am Main. Das Besitztum der Prozeltener Henneberger Ordensburg war seit 1288 geprägt durch Elisabeth von Wertheim, sie war die Tochter von Kunigunde von Wertheim, die Frau des Burgherren. 1319 kam der Gesamtbesitz der Burg an die von Wertheims. 1320 gab Elisabeth von Wertheim ihren Besitz an der Burg Henneberg dem Deutschen Orden. Von 1355 bis 1373 unterstellte der Graf Eberhard von Wertheim seine gesamte Grafschaft dem Kaiser Karl IV., damit wurde die Grafschaft Wertheim zum Böhmischen Lehen. Mit der Ostexpansion des Deutschen Ordens zogen die von Kottwitz und die Gernert in die Ballei Böhmen. Die Gerner(t) werden seit dem 14./15. Jahrhundert in Trautenau/Arnau im Riesengebirge nachgewiesen, der Weinhandel vom Main zur Elbe kann eine wirtschaftliche Grundlage gewesen sein. Gerners gehörten in Arnau und Kottwitz die Weinkeller und die Schankrechte, diese wurden ihnen 1592 von den von Wallensteins abgekauft. Eine weitere Abwanderung vom Mainviereck nach Baden (Amorbach) mit ihren Lehnsherren von Kottwitz, von Collenberg (Sindolsheim) und von Fechenbach ist wahrscheinlich.

## Gerner, badische Patrizier und Bürger
Dieser Gerner-Stamm lässt sich ab 16. Jahrhundert als Schultheiß-, Rats-, Schreiber-, Müllerfamilie im Raum Wertheim, Hohenlohe bis Adelsheim / Möckmühl nachweisen.
- Gerner erwarben 1731 das Schloss Sindolsheim vom Freiherrn Kraft von Erffa, es war der ehemalige Besitz des Rüdt von Collenberg.
- Gerner, Bürgerfamilie in Adelsheim (im 19. und 20. Jahrhundert Bürgermeister). Wappenbild, Adolf Gerner (1872–1914), Bürgermeister und Friedrich Gerner (1906–1989), Bürgermeister von 1948 bis 1973, Bundesverdienstkreuz. Ein anderer Zweig ist seit 1683 in Adelsheim – Wemmershof ansässig.